# Tibor Déry
Tibor Déry (ur. 18 października 1894 w Budapeszcie, zm. 18 sierpnia 1977 tamże) – jedna z najważniejszych postaci literatury węgierskiej; poeta, pisarz, dramaturg i eseista, znany skandalista. Przedstawiciel surrealizmu, nazywany przez Györgya Lukácsa „największym analitykiem ludzkiej kondycji naszych czasów”. W dużej mierze inspirował się egzystencjalizmem.

## Życie
Urodził się w zamożnej rodzinie mieszczańskiej, która od małego przygotowywała go do kariery przedsiębiorcy wielkoprzemysłowego. Ukończył Akademię Handlową, przez krótki czas pracował jako urzędnik w fabryce wuja. Debiutował w 1917 w najbardziej znaczącym wówczas czasopiśmie literackim Nyugat. Po opublikowaniu swojej pierwszej powieści Lia, autorowi wytoczono proces o obrazę moralności. W następnych latach zorganizował strajk robotników i wstąpił do partii komunistycznej. Był członkiem Dyrektoriatu Pisarzy. Po stłumieniu rewolucji przebywał na emigracji w Czechosłowacji, Austrii, Francji i Niemczech, gdzie zamieszkał na stałe aż do czasu przejęcia władzy przez Hitlera. Na emigracji szukał nie tylko ucieczki przed więzieniem, ale przede wszystkim swobody twórczej, która spotykała się w ojczyźnie pisarza ze sprzeciwem zacofanych kół. Po powrocie do kraju Déry miał trudności z wydawaniem własnych dzieł; pisał więc do szuflady i utrzymywał się z przekładów.

## Twórczość
W początkowej fazie swojej twórczości wierny realizmowi oraz powieści psychologicznej z elementami autobiografii, później autor powieści fantastycznych o moralno-społecznym wydźwięku. Był głównym twórcą węgierskiego surrealizmu i dadaizmu. W Polsce znany zwłaszcza dzięki powieści Pan A.G. w X. podejmującej temat wolności nieskrępowanej ramami porządku społecznego i jej egzystencjalnych konsekwencji.
Pisarstwo Déryego cechuje przy tym skłonność do wyrafinowanej ironii, groteski, absurdu w stylu kafkowskim w obrazowaniu socjalistycznej rzeczywistości, a także gry słownej i makabreski. Pisarz chętnie obnaża również kicz i masowość współczesnego świata, jak w prześmiewczym fabularyzowanym eseju Wyimaginowany reportaż z amerykańskiego pop-festiwalu.

## Utwory
- Lia, 1917
- Az óriáscsecsemő, 1926
- A befejezetlen mondat, 1937 (wydana w 1947)
- Szemtől-szembe, 1945
- Alvilági játékok, 1946
- Tükör, 1947
- Jókedv és buzgalom, 1948
- Itthon, 1948
- A tanúk, 1948
- Odpowiedź (Felelet), 1950-1952
- Simon Menyhért születése, 1953
- Talpsimogató, 1954
- Ló meg az öregasszony, 1955
- Niki. Historia pewnego psa (Niki. Egy kutya története), 1956
- Pan A.G. w X. (G. A. úr X-ben), 1964
- A kiközösítő, 1966
- Olbrzym (Az óriás), 1967
- Ítélet nincs, 1969
- Wyimaginowany reportaż z amerykańskiego pop-festiwalu (Képzelt riport egy amerikai pop-fesztiválról) 1971
- A napok hordaléka, 1972
- Kochany teściu... (Kedves bóper...), 1973
- Újabb napok hordaléka, 1975
- Kyvagiokén?, 1976
- Jednouchy (A félfülü), 1978